# باحرب
استندار سیف‌الدوله با حرب پانزدهمین فرمانروای دودمان پادوسپانیان بود که میان سال‌های ۳۸۲ تا ۴۰۹ هجری در رویان حکومت داشت. باحرب نیز همچون پدرش، زرین‌کمر، با خاندان بویه وصلت کرد و به مدت ۲۷ سال در قلمرو خود حکومت داشت.